# Axel Lieber
Axel Lieber (* 1960 in Düsseldorf) ist ein deutscher Künstler.

## Biographie
Von 1978 bis 1985 studierte er bei Tony Cragg und Irmin Kamp an der Staatlichen Kunstakademie Düsseldorf, von 1978 bis 1981 Pädagogik und Philosophie an der Heinrich-Heine-Universität Düsseldorf. 1983 gründete Lieber die Künstlergruppe Haus Waende mit Stefan Demary, Heike Pallanca, Wolfgang Robbe und Klaus Schmitt und 1992 die Gruppe inges idee. Kunst im öffentlichen Raum mit Hans Hemmert, Thomas Schmidt und Georg Zey.
1991 bis 1993 wirkte Lieber als Professor für Bildhauerei an der Kunstakademie Düsseldorf. 1995 bis 1998 war er Dozent an der Kunstakademie Malmö und 1999 bis 2000 an der Jyske Kunstakademie, Århus. 2000 bis 2002 dozierte er wieder Bildhauerei an der Kunstakademie Malmö. 2004 besetzte er eine Gastprofessur mit inges idee an der Bauhaus-Universität Weimar. 2006 bis 2007 war er dort Gastprofessor.
Er lebt in Berlin und Malmö.

## Werk
Axel Lieber nutzt Alltagsgegenstände als Referenzobjekte und verfremdet deren Materialität, indem er sie semantisch entkernt und die so entstehenden Leerstellen mit neuen Inhalten füllt. „Axel Lieber liebt es, Dinge aus dem normalen Leben zu transponieren, bei ihrer Verfremdung aber die Erinnerung an den Alltag wach zu halten“, schreibt Helga Meister in ihrer Kritik zur Lieber-Ausstellung 2001 in Wuppertal in der Zeitschrift Kunstforum International.
Lieber hat seit Mitte der 1980er-Jahre zahlreiche Einzel- und Gruppen-Ausstellungen u. a. in Deutschland, Schweiz, Skandinavien, Frankreich und den USA bestritten. Seine Werke sind in Sammlungen in Europa und den USA vertreten.

## Einzelausstellungen (Auswahl)
- 2016 „Dubbel Dutch“ (mit Mari Rantanen), hangmen projects, Stockholm, S; Teil und Ganzes, Galerie Vincenz Sala, Berlin, D
- 2010 „Szenenwechsel“, Museum für Konkrete Kunst, Ingolstadt
- 2005 „Nebenwirkungen“, Kunsthalle Winterthur (CH)
- 2004 „Release“, Henry Art Gallery, Seattle, WA (USA)
- 2002 „Elvis, Bremerhaven und ich“, Kunsthalle Bremerhaven (D); „Beef Anatomico“, Torreao, Porto Alegre (BR); „Die Erfüllung“, Art Unlimited, Art Basel; „Uppfyllelse“, Kunsthalle Malmö
- 2000 „Abnehmen“, Loop Raum für aktuelle Kunst, Berlin

## Gruppenausstellungen (Auswahl)
- 2018 „Revision“, Neupräsentation der Sammlung, Kunstmuseum Bonn
- 2011 „OVERLAP“, Den Frie Centre of Contemporary Art, Copenhagen
- 2010 Facon, plads og kulør, Rundetaarn, Copenhagen Modernautställningen 2010, Moderna Museet, Stockholm
- 2010 Berlin Transfer, Berlinische Galerie, Berlin
- 2010 „Das Fundament der Kunst“, Gerhard Marcks Haus, Bremen (D)
- 2009 „Das Fundament der Kunst“, Städtische Museen Heilbronn, Heilbronn (D)
- 2009 „Ferne Nähe / Natur in der Kunst der Gegenwart“, Kunstmuseum Bonn (D)
- 2009 „SIK -Spridd isolerad konst“, Kalmar Konstmuseum (S)
- 2007 „Bodycheck. 10. Triennale der Kleinplastik“, Fellbach (D)
- 2005 „Berlin/Toronto Gallery Exchange“, Loop – Raum für aktuelle Kunst, Berlin
- 2005 „Faites vos jeux!“, Akademie der Künste (Berlin) & Museum für Gegenwartskunst (Siegen)
- 2005 „Wer Visionen hat soll zum Arzt gehen“, Gesellschaft für Aktuelle Kunst, Bremen (D)

## Sammlungen (Auswahl)
- Berlinische Galerie, Berlin
- Henry Art Gallery, Seattle, WA, US
- Kunstmuseum Bonn, D
- Malmö Konsthall, S
- Moderna Museet Stockholm, S
- Museum für Konkrete Kunst, Ingolstadt